# Stylidium nungarinense
Stylidium nungarinense este o specie de plante dicotiledonate din genul Stylidium, familia Stylidiaceae, ordinul Asterales, descrisă de Spencer Le Marchant Moore. Conform Catalogue of Life specia Stylidium nungarinense nu are subspecii cunoscute.